# Święta Sylwia
Święta Sylwia, wł. Santa Silvia (ur. ok. 520, zm. 592) – święta Kościoła katolickiego, matka papieża i doktora Kościoła zachodniego św. Grzegorza Wielkiego.
Urodziła się około 520 w Rzymie albo na Sycylii. Była żoną urzędnika rzymskiego Gordiana Anicjusza. Oboje byli chrześcijanami. Ich syn Grzegorz został papieżem. Święta Sylwia zamieszkała w małym domku niedaleko kościoła św. Saby na Wzgórzach Awentyńskich, gdzie wiodła żywot samotny, prawie klasztorny. Według podań wysyłała często synowi jarzyny na srebrnej tacy. Zmarła w 592. Syn jej, jako papież Grzegorz I, kazał zawiesić jej wizerunek wraz z wizerunkiem ojca Gordiana w kościele św. Andrzeja. Papież Grzegorz w swoich pismach nieraz wspomina swoją matkę Sylwię, którą otaczał szacunkiem.
W XVI wieku Klemens VIII wpisał św. Sylwię do Martyrologium Rzymskiego pod datą 3 listopada.